# Titanatemnus saegeri
Titanatemnus saegeri es una especie de arácnido del orden Pseudoscorpionida de la familia Atemnidae.

## Distribución geográfica
Se encuentra en la República Democrática del Congo.